# Örnsköldsvik
Örnsköldsvik (pronúncia /œɳɧœldsˈviːk/;  ouça a pronúncia) - vulgarmente chamada de Övik - é uma cidade portuária sueca banhada pelo Golfo de Bótnia, situada na província histórica de Ångermanland. É a cidade principal da municipalidade de Örnsköldsvik, no condado da Västernorrland na Suécia do norte. Tem uma população de aproximadamente 29.000 habitantes na própria cidade, e de 55 000 no município. Está situada a 111 km a sul da cidade de Umeå, e localizada no canto norte do fiorde Havsfjärden na costa do Golfo de Bótnia. 

É uma cidade nova, fundada em 1894. O seu nome provém de Per Abraham Örnsköld, governador do Condado da Västernorrland no período 1762-1769. 

## Comunicações

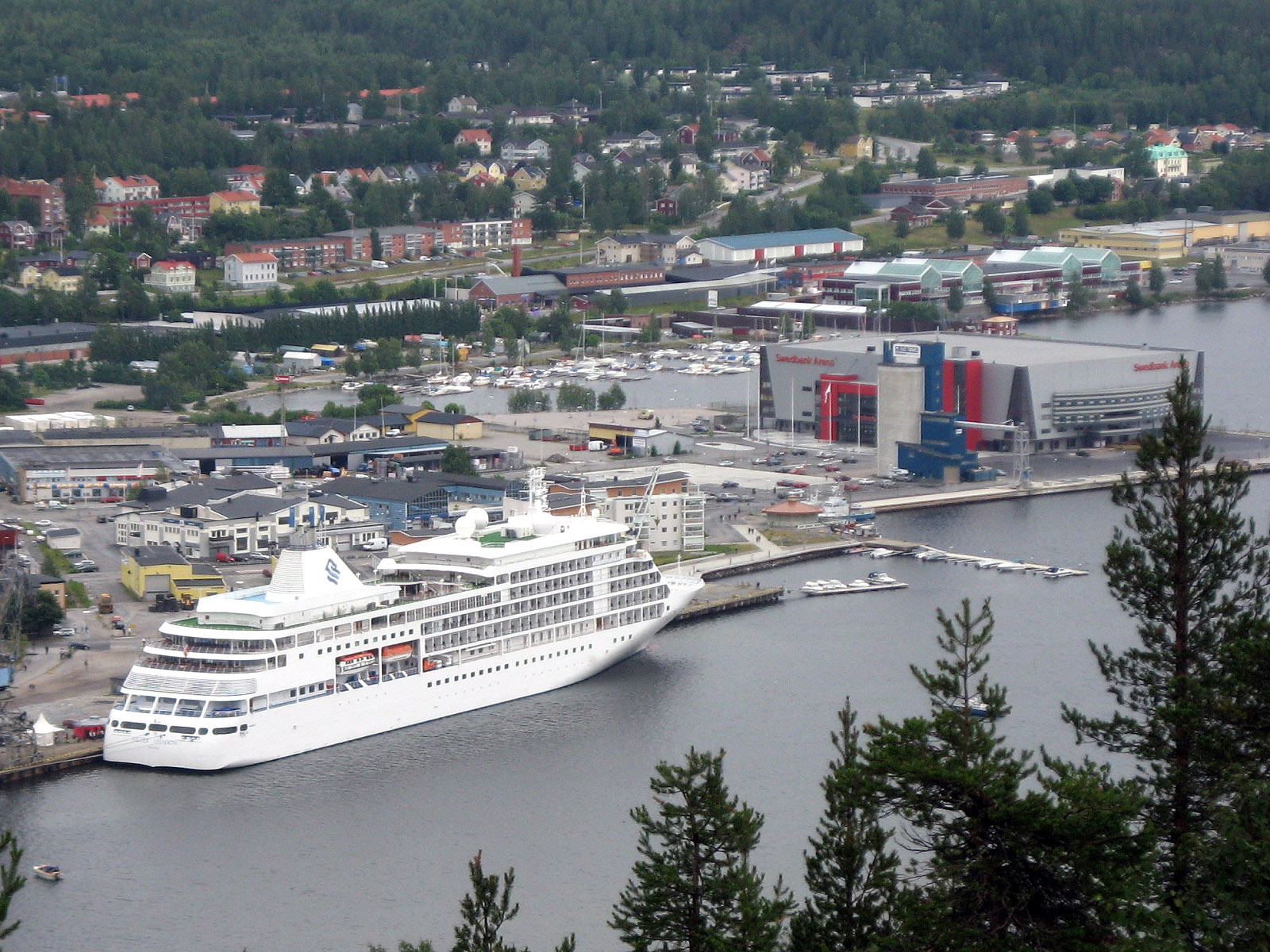
Um navio de cruzeiro no porto de Örnsköldsvik

A cidade de Örnsköldsvik é atravessada pela estrada europeia E4, com ligação a Haparanda e Estocolmo.                                                                                                                                                                                       
Está servida por ligação ferroviária a Umeå, Sundsvall e Estocolmo.                                                                     
Dispõe do aeroporto regional de Örnsköldsvik, a 25 quilómetros a norte do seu centro, e do porto de Örnsköldsvik.

## Economia
Örnsköldsvik é uma cidade industrial com cerca de 2 600 empresas, responsáveis por uns 3% das exportações suecas. 
Algumas empresas a destacar:
- M-real (papel e pasta de papel)[6]
- BAE Systems Hägglunds (material de guerra) [7]
- Hägglunds Drives (motores hidráulicos) [8]
- Domsjö Fabriker (celulose) [9]
- Svensk Etanolkemi (etanol) [10]

## Meios de comunicação de massas

### Jornais
- Örnsköldsviks Allehanda[11]

## Cultura

### Pontos de interesse
- Örnsköldsviks Museum & Konsthall (Museu de Örnsköldsvik - História local e Arte) [12]
- Örnsköldsviks kyrka (Igreja de Örnsköldsvik) [13]

### Desporto
- Modo Hockey (hóquei no gelo - maior clube da cidade)[14]
- Örnsköldsviks SK Hockey (hóquei no gelo)[15]
- Järveds IF (hóquei no gelo - clube local)[16]

## Cidades irmãs
- Äänekoski, Finlândia
- Sigdal, Noruega
- Brande, Dinamarca
- Hveragerði, Islândia
- Tarp, Alemanha